# 龙泉市
龙泉市是中国浙江省丽水市下辖的一个县级市，地处浙江西南部、瓯江上游，是国家历史文化名城。市人民政府駐贤良路333号。区域总面积为3,059平方公里。
龙泉市是青瓷之都、宝剑之邦，还是世界香菇栽培发源地、中华灵芝第一乡；龙泉宝剑被誉为“剑中之魁”。龙泉青瓷始于三国两晋，“哥窑”为宋代五大名窑之一。

## 历史
出土文物证明，新石器时代，龙泉土地上就有人类活动。
东晋太宁元年（323年），属永嘉郡松阳县，建置龙渊乡。
唐武德三年（620年），因避高祖李渊讳，改龙渊乡为龙泉乡。唐乾元二年（759年），建立龙泉县，县治地黄鹤镇（今龙渊镇）。
宋徽宗宣和三年（1121年），诏天下县镇凡有龙字者皆避，因改名为剑川县。宋紹興元年（1131年），复名龙泉县。宋庆元三年（1197年），析龙泉之松源乡及延庆乡部分地置庆元县。
明洪武三年（1370年），庆元县并入，洪武十三年十一月复置庆元县。
1949年5月13日中国人民解放军第二野战军进驻龙泉。1958年11月，庆元县并入龙泉。1973年7月，复建庆元县，至1975年8月，龙、庆二县始分署办公。
1990年12月26日，经中共中央、国务院批准，撤销龙泉县设立龙泉市（县级），仍属丽水地区行政公署。

## 地理
龙泉市地理坐标北纬27°42'～28°20'，东经118°42'～119°25'，东西宽70.25公里，南北长70.80公里，总面积3059平方公里。

## 行政区划
龙泉市人民政府驻贤良路333号，下辖4个街道办事处、8个镇、6个乡、1个民族乡：
龙渊街道、西街街道、剑池街道、䃮石街道、八都镇、上垟镇、小梅镇、查田镇、安仁镇、锦溪镇、住龙镇、屏南镇、兰巨乡、宝溪乡、竹垟畲族乡、道太乡、岩樟乡、城北乡和龙南乡。

## 人口
2021年末，龙泉市公安户籍人口287755人，比上年减少1092人。其中，男性146461人，女性141294人，男女性别比103.66:100。当年出生人口1847人；死亡人口1768人。
根据第七次全国人口普查数据，截至2020年11月1日零时，龙泉常住人口为248866人。
2010年第六次全国人口普查全市常住人口为23.46万人。

## 经济
2017年实现地区生产总值128.3亿元。

## 风景名胜
- 龙泉山
- 大窑龙泉窑遗址
- 浙江大学龙泉分校旧址
- 龙泉廊桥（永和桥、顺德桥、古溪桥、永庆桥、济川桥、遂龙桥、合兴桥、福善桥、宝车桥、坤德桥、双溪桥、蛟龙廊桥）
- 龙南菇民建筑群

## 特产
- 中国地理标志产品：龙泉青瓷、龙泉灵芝、龙泉灵芝孢子粉、
- 中国著名古代剑文化遗产：龙泉剑
- 香菇